# باشگاه فوتبال ناساراوا یونایتد
باشگاه فوتبال ناساراوا یونایتد (انگلیسی: Nasarawa United F.C.) باشگاه فوتبالی نیجریه‌ای، واقع در شهر لافیا در ایالت ناساراوا این کشور است. آنها در لیگ برتر نیجریه بازی می‌کنند.